# パラジャネッロ
パラジャネッロ（イタリア語: Palagianello）は、イタリア共和国プッリャ州ターラント県にある、人口約7,800人の基礎自治体（コムーネ）。

## 地理

### 位置・広がり

#### 隣接コムーネ
隣接するコムーネは以下の通り。
- カステッラネータ
- モットラ
- パラジャーノ